# Cabra d'estepa

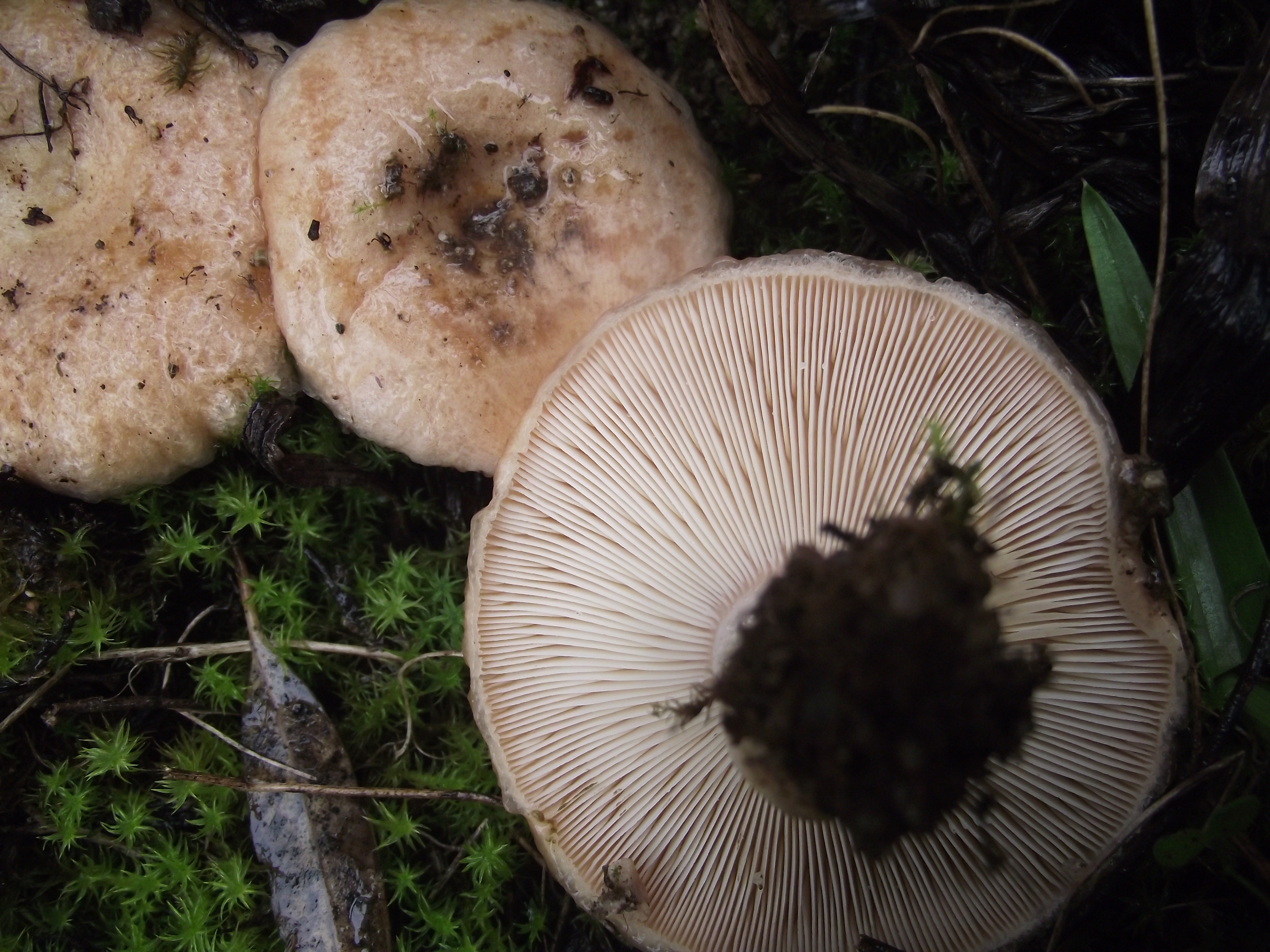
Cabra d'estepa (Lactarius torminosus)

La cabra d'estepa (Lactarius tesquorum), també coneguda per cabra pinetellera, esclata-sang pelut, pelut, pebràs pelut, pelosa, peluda, esclata-sang bord, esclata-sang de llet, és una espècie de fong de l'ordre dels russulals (Russulales). És una lleterola del grup de les cabres. És un bolet tardoral, caracteritzat pel barret de marge pelut, làtex blanc i créixer vora les estepes.

## Morfologia
Bolet d’espars a gregari; de mida mitjana a, menys sovint, gran; de barret de 5 a 12 de diàmetre; barret de convex a estés o aplanat, algun cop lleugerament umbilicat; amb tons rosats, superfície no zonada.
Làmines desiguals, de color crem a rosa asalmonat
Cama curta, concolor al barret però més clara.
Llet blanca, immutable, molt picant al tast.
Carn blanca, griseja en assecar; olor feble, picant al tast.

## Hàbitat
Molt comú, el trobem des de la tardor a l’hivern; en sòls silicis o parcialment descarbonatats; des de l’estatge submontà a la terra baixa i la muntanya mediterrània; en estepars, matollars, brolles i garrigues; sempre vora estepes (Cistus monspeliensis, C. salviifolius, C. albidus, C. ladanifer, C. clusii, C. laurifolius), sovint acompanyades per pins (blanc, pinyer), alzina, surera, roure de fulla petita, ullastre o garrofer.

## Comestibilitat
Sense interès culinari per la coïssor de la llet i la carn. En certs punts de la Marina Alta, el Comtat i Marina Baixa es consumeixen els exemplars joves, menuts, cuinats a la brasa.

## Comentaris
Espècie ben delimitada, amb un hàbitat característic. Estableix micorrizes amb un extens ventalls d’estepes. Les tonalitats del barret poden variar amb el grau d’hidratació, però la pilositat, la viscositat del barret, la cama curta i aprimada cap el peu, així com el làtex immutable i picant, fan que sigui d’identificació sense dificultats.
Se li assembla la cabra de carrasca (Lactarius mairei), de cama més llarga, que viu també en hàbitats mediterranis, gairebé sempre sobre sòls calcaris. Estableix micorrizes amb alzina, garric i roure de fulla petita.
Els pèls o barbes de la cabra de carrasca es reuneixen en feixos.
S'ha observat que "quan apareix aquest bolet, marca el final de l’etapa rovellonera".